# Смішарики
«Сміша́рики» (рос. Смешарики) — російський сімейний анімаційний серіал, орієнтований на загальну аудиторію. Складається з понад 331 серій тривалістю 6 хв 30 с (без заставки — 6 хв 10 с).

## Творці
- Режисер серії: Денис Чернов
- Автор сценарію: Олексій Лєбєдєв
- Композитори: Марина Ланда, Сергій Васильєв, Олексій Яковель, Євгенія Заріцька, Сергій Кисельов
- Аніматори: Олександр Попок та інші.
- Художники-постановники: Салават Шайхінуров, Марія Сусідко, Лариса Половікова, Марія Колесникова, Наталія Треніхіна, Олеся Кононенко, Антоніна Шмельова
- Режисери монтажу: Аркадій Муратов, Андрій Прядченко
- Звукорежисери: Ігор Яковель, Євген Яковель, Денис Душин
- Співпродюсери: Олександр Герасимов, В'ячеслав Маясов
- Продюсери: Ілля Попов, Надія Кузнєцова
- Автори ідеї: Ганна Мальгінова, Ілля Попов, Анатолій Прохоров, Салават Шайхінуров, Ігор Шевчук
- Художні керівники: Анатолій Прохоров, Сергій Васильєв
  - Мультсеріал було створено в рамках культурно-освітнього проєкту Росії «Світ без насильства», що є частиною програми «Формування толерантного світогляду та профілактики екстремізму в російському суспільстві».
  - Виробництво студією комп'ютерної анімації «Петербург» і кінокомпанії «Мастер-фільм» за підтримки Міністерства культури та Федеральної агенції по друку та масових комунікацій Російської Федерації.

## Герої «Смішариків»
- Крош — безтурботний і непосидючий кролик. Гіперактивний. Займається будь-яким спортом.
- Їжачок — серйозний і задумливий, вміє знаходити вихід із ситуацій, які створює його найкращий друг — Крош.
- Бараш — пише вірші, постійно мріє. Поет.
- Нюша — свинка-модниця, красуня світу смішариків, їй так і хочеться, щоб заради неї робили подвиги.
- Кар-Карович — яскрава артистична натура, він старший за більшість героїв мультфільму, однак так само як і всі, любить веселитися і не пропускає жодного свята.
- Совуня — спортивна й енергійна сова на пенсії. Вона є лікаркою і лікує пацієнтів.
- Копатович — його улюблене заняття — копатись у себе на городі. Єдине, що може розлютити цього добродушного ведмедя — лише бур'яни й витівки Кроша.
- Лосяш — читає багато книжок, відомий у вузьких колах учений.
- Пін — пінгвін-винахідник всіх часів. Може з усього зібрати що завгодно, і воно працюватиме.
- Бібі — робот, якого зробив Пін і назвав його сином. Дуже розумний і винахідливий.
- Панді — маленька весела панда. Небога Копатовича.

## Дублювання
За умовами контракту телеканалу «Інтер» і СКА «Петербург», що створює мультфільм, автори серіалу затверджували всіх українських акторів, які дублювали Смішариків. Режисером українського дубляжу «Смішариків» виступив Євген Малуха (голос українського Альфа та Гомера Сімпсона). Серіал дублювали як професійні актори, так і працівники телеканалу «Інтер» — ведучий програми «Подробиці» Руслан Сенічкін, спеціальний кореспондент програми «Подробиці тижня» Леся Вакулюк і головний редактор телеканалу Євген Самойленко.
«Смішарики» — це дружня сімейка кумедних круглих персонажів, кожен з яких має свою історію і свій характер. Мультик спочатку призначався для дітей до 14 років, але його із задоволенням дивляться і батьки — адже за зовнішньою простотою та дитячою наївністю сюжетів автори «приховали» цілком серйозні, дорослі і навіть філософські теми. До того ж у «Смішариках» немає жодного негативного персонажу — тут абсолютно відсутнє протиставлення «поганий-добрий».

## Український дубляж

### Студія «З ранку до ночі» (2009)
| Актор            | Роль                         |
| ---------------- | ---------------------------- |
| Євген Малуха     | Бараш, Пін, оповідач, диктор |
| Арсеній Малуха   | Їжачок                       |
| Віталій Деркач   | Кар-Карович                  |
| Юрій Дорошенко   | Совуня, Копатович            |
| Руслан Сенічкін  | Лосяш                        |
| Євген Самойленко | Крош, Бараш                  |
| Леся Вакулюк     | Нюша                         |

### Телекомпанія «Новий канал» (2010)
| Актор                | Роль                  |
| -------------------- | --------------------- |
| Олександр Педан      | Бараш                 |
| Дмитро Завадський    | Бараш, Копатович      |
| Андрій Федінчик      | Крош, Пін             |
| Роман Чупіс          | Їжачок, Кар-Карович   |
| Олександр Погребняк  | Совуня, Лосяш, диктор |
| Катерина Брайковська | Нюша                  |

### Студія «Так Треба Продакшн» (2017)
| Актор              | Роль                     |
| ------------------ | ------------------------ |
| Олена Бліннікова   | Совуня                   |
| Катерина Буцька    | Нюша                     |
| Ярослав Чорненький | Кар-Карович              |
| Євген Пашин        | Бараш                    |
| Володимир Терещук  | Лосяш, Пін               |
| Дмитро Терещук     | Їжачок, оповідач, диктор |
| Роман Чорний       | Копатович                |
| Андрій Соболєв     | Крош                     |

## Шарарам
2009 року компанія «Нові медіа» реалізувала онлайн-гру за мотивами мультсеріалу — «Шарарам в Країні Смішариків».
Також існувала англійська версія проєкту — «RolyPolyLand»